# 드라큘라 백작
드라큘라 백작(영어: Count Dracula)은 브램 스토커의 1897년 공포 소설인 《드라큘라》의 주요 캐릭터이자 악역이다. 이 캐릭터는 실제 "드라큘라"라는 이름으로 불렸던 15세기 왈라키아의 공작 블라드 3세부터 그 특성을 차용한 것으로 알려져 있으며, 창작 과정에서 일부 전승이나 상상력을 바탕으로 몇 가지 특성은 각색, 변형되었다. 드라큘라 백작은 영화 등 여러 미디어를 통해 여러 번 재현, 재해석 되었고, 대중문화계에서 가장 대표적이고도 전형적인 흡혈귀 캐릭터로 손꼽힌다.

## 작품별 드라큘라를 연기한 배우
| 연도      | 제목                                      | 담당 배우            | 비고                                                                  |
| --------- | ----------------------------------------- | -------------------- | --------------------------------------------------------------------- |
| 1921      | 《드라큘라's Death》                      | Erik Vanko           |                                                                       |
| 1922      | 《노스페라투: 공포의 교향곡》             | 막스 슈레크          | 저작권 문제로 '오를로크 백작(Count Orlok)'으로 이름 바뀜              |
| 1931      | 《드라큘라》                              | 벨라 루고시          |                                                                       |
| 1931      | 《드라큘라》                              | Carlos Villar        | Spanish version using Lugosi's sets and a different cast and crew.    |
| 1943      | 《Son of 드라큘라》                       | 론 체이니 주니어     |                                                                       |
| 1944      | 《House of Frankenstein》                 | 존 캐러딘            |                                                                       |
| 1945      | 《House of 드라큘라》                     | 존 캐러딘            |                                                                       |
| 1948      | 《Abbott and Costello Meet Frankenstein》 | 벨라 루고시          |                                                                       |
| 1953      | 《Drakula İstanbul'da》                   | Atıf Kaptan          |                                                                       |
| 1958      | 《괴인 드라큐라》                         | 크리스토퍼 리        |                                                                       |
| 1958      | The Return of 드라큘라                    | 프랜시스 레더러      |                                                                       |
| 1966      | 《드라큘라: Prince of Darkness》          | 크리스토퍼 리        |                                                                       |
| 1966      | 《빌리 더 키드 대 드라큘라》              | 존 캐러딘            |                                                                       |
| 1968      | 《드라큘라 Has Risen from the Grave》     | 크리스토퍼 리        |                                                                       |
| 1968      | 《드라큘라                                | Denholm Elliott      | Episode of UK TV 드라마 《Mystery and Imagination》                   |
| 1969      | The Magic Christian                       | 크리스토퍼 리        |                                                                       |
| 1970      | 《Count 드라큘라》                        | 크리스토퍼 리        |                                                                       |
| 1970      | 《Taste the Blood of 드라큘라》           | 크리스토퍼 리        |                                                                       |
| 1970      | 《One More Time》                         | 크리스토퍼 리        |                                                                       |
| 1970      | 《Scars of 드라큘라》                     | 크리스토퍼 리        |                                                                       |
| 1971      | 《Cuadecuc, vampir》                      | 크리스토퍼 리        |                                                                       |
| 1972      | 《Blacula》                               | 찰스 매콜리          |                                                                       |
| 1972      | 《드라큘라 A.D. 1972》                    | 크리스토퍼 리        |                                                                       |
| 1972      | 《Count 드라큘라's Great Love》           | Paul Naschy          |                                                                       |
| 1974      | 《Dan Curtis' 드라큘라》                  | 잭 팰런스            | TV 드라마                                                             |
| 1974      | 《Blood for 드라큘라》                    | 우도 키어            |                                                                       |
| 1976      | 《드라큘라 and Son》                      | 크리스토퍼 리        |                                                                       |
| 1977      | 《Count 드라큘라》                        | 루이 주르당          |                                                                       |
| 1979      | 《Nosferatu the Vampyre》                 | 클라우스 킨스키      | Remake of Nosferatu (1922) with the novel's character names restored. |
| 1979      | 《Cliffhangers》                          | 마이클 누리          | Episode: "The Curse of 드라큘라"                                      |
| 1979      | 《Love at First Bite》                    | 조지 해밀턴          |                                                                       |
| 1979      | 《드라큘라》                              | 프랭크 란젤라        |                                                                       |
| 1987      | The Monster Squad                         | Duncan Regehr        |                                                                       |
| 1988      | 《Waxwork》                               | 마일스 오키프        |                                                                       |
| 1992      | 《드라큘라》                              | 게리 올드먼          |                                                                       |
| 1995      | 《드라큘라: Dead and Loving It》          | 레슬리 닐슨          |                                                                       |
| 2000      | 《드라큘라 2000》                         | 제라드 버틀러        |                                                                       |
| 2000      | 《뱀파이어 해결사》                       | 루돌프 마틴          | Episode: "Buffy vs. 드라큘라"                                         |
| 2001      | 《드라큘라, the Musical》                 | 톰 휴잇              |                                                                       |
| 2004      | 《반 헬싱》                               | 리처드 록스버그      |                                                                       |
| 2004      | 《블레이드 3》                            | 도미닉 퍼셀          |                                                                       |
| 2004      | 《드라큘라 3000》                         | 랭글리 커크우드      |                                                                       |
| 2005      | 《배트맨 대 드라큘라》                    | 피터 스토메어        | 애니메이션 영화                                                       |
| 2006      | 《드라큘라》                              | 마크 워런            | TV 영화                                                               |
| 2006-2014 | 《Young 드라큘라》                        | 키스리 캐슬          | TV 드라마                                                             |
| 2012      | 《드라큘라 3D》                           | 토마스 크레치만      |                                                                       |
| 2012      | 《몬스터 호텔》                           | 애덤 샌들러          | 애니메이션 영화                                                       |
| 2013      | 《드라큘라》                              | 조너선 리스 마이어스 | TV 드라마                                                             |
| 2014      | 《드라큘라: 전설의 시작》                 | 루크 에번스          |                                                                       |
| 2015      | 《몬스터 호텔 2》                         | 애덤 샌들러          | 애니메이션 영화                                                       |
| 2016      | 《페니 드레드풀》                         | 크리스천 카마고      | TV 드라마                                                             |
| 2018      | 《몬스터 호텔 3》                         | 애덤 샌들러          | 애니메이션 영화                                                       |
| 2020      | 《드라큘라》                              | 클레스 방            | TV 드라마                                                             |

## 담당 성우

### TV 애니메이션
- 피터 팬(1953) - 캐스린 보몬트
  - 피터 팬 2: 리턴 투 네버랜드(2002) - 캐스 수시
  - 팅커벨(2008) - 아메리카 영

## 같이 보기
- 바토리 에르제베트
- 카르밀라